# Гюйсшток

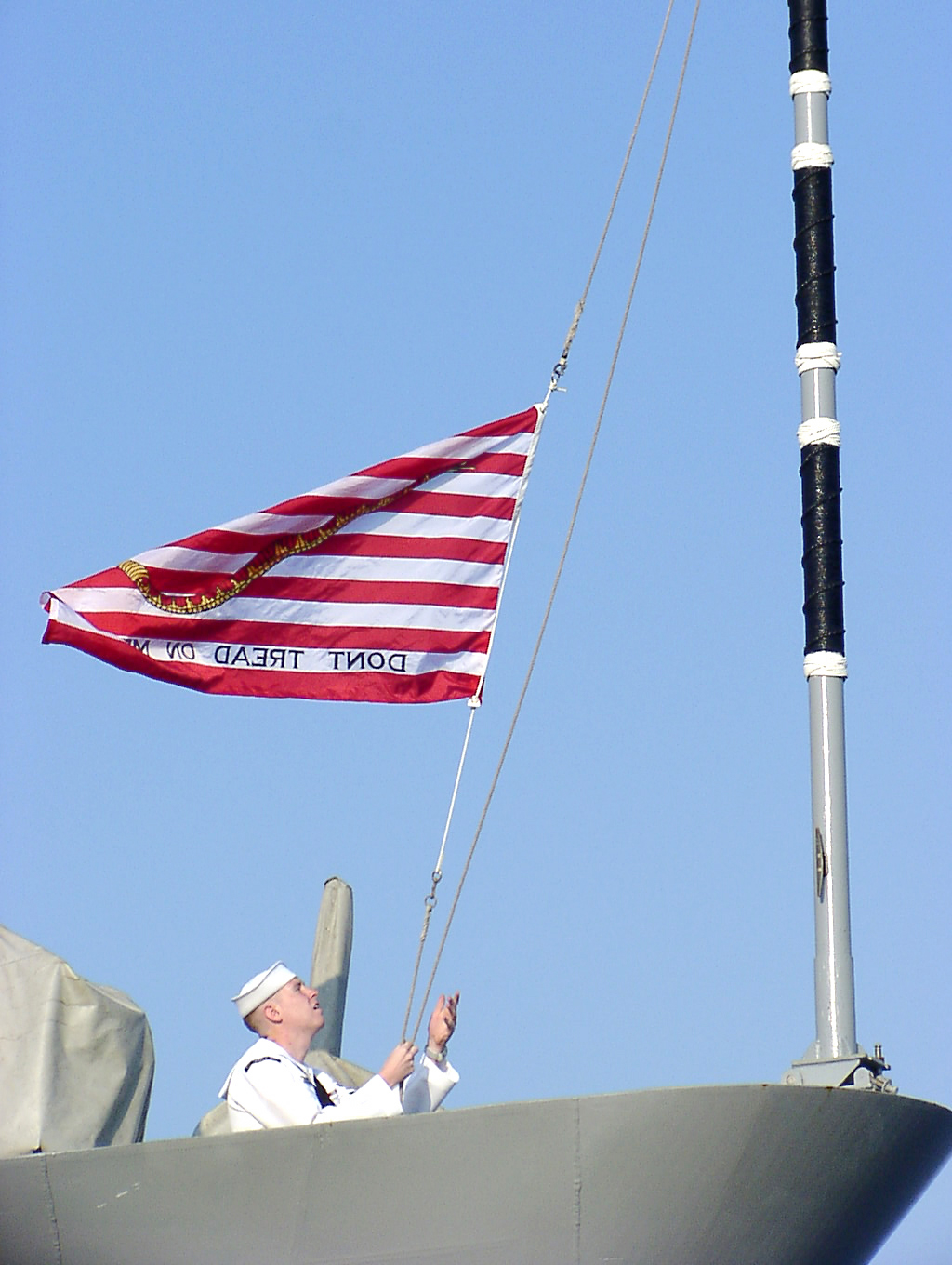
Піднімання Першого Військово-морського гюйса на гюйсштоці

Гюйсшто́к — невелике вертикальне рангоутне дерево на носі судна, де піднімають гюйс, гюйсовий флагшток. Гюйсшток з'явився у 18-ому столітті.. Зазвичай гюйс піднімають над бойовими суднами, в тому числі й над субмаринами, під час стоянки на рейді, а не у поході. Цивільні судна, наприклад, приватні яхти, також піднімають гюйси, щоб зазначити свою приналежність до країни, на гюйсштоці під час стоянки на рейді або на якорі.